# Глівісінг
Глівісінг або Морганнуг — валлійська держава на території сучасної Великої Британії, що утворилася на початку V століття. Тривалий час боролася проти сусідніх валлійських держав. Декілька разів поєднувся з Гвентом. Зрештою приєднано до Англії, де панувала Нормандська династія.

## Історія
На території майбутньої держави мешкало бритське плем'я сілурів. Наприкінці IV століття, поки ще римські легіони не почали залишати Британію, західна і південна частина сучасного Уельсу опинилися під владою синів Магна Максима, військовика, який проголосив себе імператором Заходу. Один із синів, Євген, якого брити називали на свій лад Овейн, правив в Середньому та Південному Уельсі. На його землях незабаром утворилося королівство Кернеу.
Наприкінці V столітті Кернеу було перейменовано в Глівісінг на честь короля Глівіса, нащадка Євгена. Після його смерті королівство розпалося на кілька дрібних володінь. Найвідомішим з них був Гвінллуг. У 2-й половині VI століття всі вони були поглинуті сусіднім королівством Гвент, королі якого також носили титул короля Глівісінга.
Близько 755 року після смерті Ітела, короля Гвенту і Глівісінга Південний Уельс знову піддався розділу. Глівісінг знову здобув незалежнисть. Тут стали панувати нащадки Ріса ап Ітела.
Близько 927 року король Морган Старий знову об'єднав Глівісінг з Гвентом в одне королівство, яке на його честь було перейменовано на Морганнуг або Гулад-Морган («Країна Моргана», валл. Gwlad Morgan). До нього входили практично всі землі південно-східного Уельсу, за винятком втраченого на користь Мерсії Ергінга й півострова Говер, що відійшов до Дехейбарта. Друга назва країни Моргана збереглась в імені лордства, а потім англійського графства Гламорган.
Після смерті Моргана Глівісінг (Морганнуг) знову став незалежним, але залишився союзним Гвенту. При цьому Глівісінг весь час носив назву Морганнуг. У 1055 році Морганнуг було завойовано Гріфідом ап Ллівеліном, що об'єднав під своєю владою практично весь Уельс, але після його смерті знову Морганнуг здобув незалежність. З 1074 року Гвент і Морганнуг знову керувалися одним королем, поки в 1091 році не були захоплені норманами, які перед тим запанували в королівстві Англія.